# فرانكو ماسيمو
فرانكو ماسيمو (بالإنجليزية: Franco Massimo)‏ هو لاعب كرة قدم بريطاني في مركز الهجوم، ولد في 23 سبتمبر 1968 في Horsham ‏ في المملكة المتحدة. لعب مع برايتون أند هوف ألبيون.